# Hästens sinnen

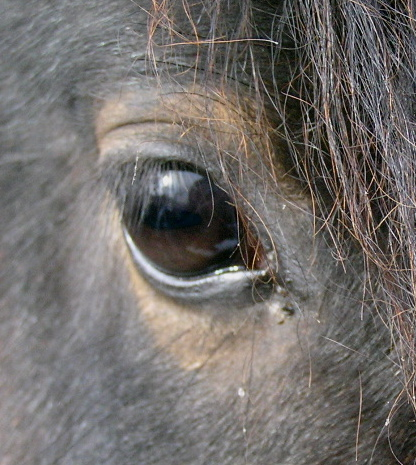
Hästen har de största ögonen bland landlevande däggdjur.

Hästens sinnen är väl utvecklade och generellt sett bättre än människans då hästen som flyktdjur måste vara uppmärksammad på sin omgivning hela tiden. Hästen har samma sinnen som vi människor, hörsel, syn, smak, lukt och känsel men har även en mycket starkare instinkt som inte existerar hos människan. 

## Syn

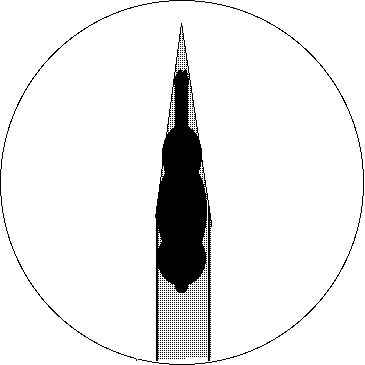
Hästen har ett synfält som sträcker sig nästan 360 grader runt hästen för att snabbt få syn på eventuella fiender.

Hästen är det landlevande däggdjur som har störst ögon i jämförelse med kroppen. Ögonen är även uppbyggda med en näthinna som är placerad snett i förhållande till linsen. Detta på grund av att hästens ögon sitter på vardera sida om pannan och detta är nödvändigt för att hästen ska kunna se och fokusera på olika sträckor. Ögonens placering gör även att synfältet sträcker nästan helt runt omkring hästens kropp men även att hästen inte ser samma saker med båda ögonen. De två olika bilderna sammanfogas i hästens hjärna, men avgränsas i mitten av ett litet fält, hästens blinda punkt. För att verkligen se detaljer så förstoras bilden i hästens hjärna med över 50 % och hästar är även väldigt känsliga för rörelser och upptäcker dessa väldigt snabbt, även detta ett arv från tiden som vildhäst. Det kan förklara varför en del hästar lätt kan bli rädda för plötsliga rörelser eller objekt som flyttas av vinden.  

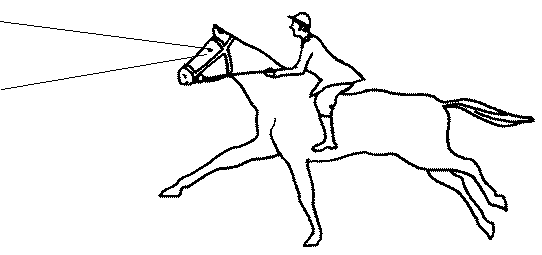
Hästar kan fokusera på längre avstånd genom att höja huvudet

Synfältet sträcker sig i halvcirklar på vardera sida om hästens kropp. Hästen har dock inget synfält precis rakt bakåt över ryggen och synfältet rakt fram är något begränsat, även om de kan se och även bedöma avstånd om de tittar rakt framåt med båda ögonen. För att kunna se rakt bakåt måste hästen vrida något på huvudet. Hästen fokuserar för att se klart genom att lyfta eller sänka huvudet. Med sänkt huvud ser hästen saker på nära håll tydligare medan de lyfter huvudet för att se saker på långt håll. Detta är bland annat viktigt att tänka på när hästen ska hoppa. Får den inte titta upp och se hindret så kommer den inte hinna se det tidigt nog för att klara hindret. Hästen kan dock inte se ett hinder under sig precis när den hoppar över det, inte heller kan den se gräset den äter om den har sänkt huvudet för att beta. När hästen betar kan den dock se rakt framåt, åt sidorna och bakåt mellan bakbenen. Synfältet är väl utvecklat från den tiden då hästen levde vilt och var tvungen att hålla utkik efter rovdjur. Det är även bevisat att tama hästar har lättare att se på nära håll, men svårare att se på långt håll, medan en vildhäst ser bra på långt håll och sämre på nära håll. Genom att se nästan 360 grader runt sig så kan hästen alltid upptäcka en fiende tidigt. Ädlare hästraser som t.ex. det arabiska fullblodet har plattare panna som gör att de har lättare att se framåt. Står man dock mitt framför hästen ser den oftast en bara som en grumlig skugga och därför är det bättre att stå lite vid sidan av. 

### Färg, ljus och djupseende

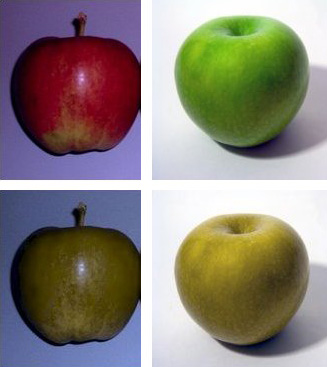
Äpplena i översta raden visar hur människor skulle se ett rött respektive grönt äpple medan de nedre visar hur en häst skulle se samma äpplen

Hästens förmåga att se färger är ganska omdiskuterad och inte helt utforskad, men många forskare är överens om att hästar, och även andra djur, snarare ser skillnaderna i nyanserna istället för rena färger. Man tror att hästen har en förmåga att kunna skilja på två eller tre nivåer av ljus. Studier har visat att hästarna kan skilja rött och blått från grått, men dock inte grönt från grått eller vitt. Troligtvis ser de grönt, gult, blått och rött som samma färg, då troligtvis en gröngul ton. En del hästar kan även ha problem med vita färger, t.ex. om en vit plastpåse ligger på marken, då vitt avgränsar sig väldigt tydligt mot bakgrunden. Detta kan dock även vara till fördel om man använder vita staket. Det är väldigt vanligt att hinder är målade vita med avgränsande färger och de ses då tydligt av hästen. Man ska undvika att ha hinder som är i ungefär samma ton som underlaget då hästen inte kommer att se detta. Undersökningar har även visat att en häst har lättare för att se ett hinder som är målat i två eller tre kontrasterande färger, än ett hinder som enbart är målat i en färg. 
Hästens ögon behöver även längre tid på sig att ställa om sig från ljus till mörker, oftast så lång tid som en timme. Därför kan även många hästar reagera negativt om de ska in i ett mörkt stall, eller lastas i en transport. Men när hästens ögon har anpassat sig ser de i regel bättre än människan i mörker. 
Hästar har inte heller något djupseende, så hål, gropar och diken är oftast bara svarta fält i hästens ögon. En mörk transport eller ett dike kan därför även verka bottenlös och skrämmande för en häst. Men djup, avstånd och sådana saker som storlek och form är något som går att träna hästen till att se, även om detta kan ta flera år. En hopphäst som ofta måste bedöma storlek, form och avstånd på en hoppbana och hinder har därför lättare för att utveckla dessa sätt att se.

## Hörsel

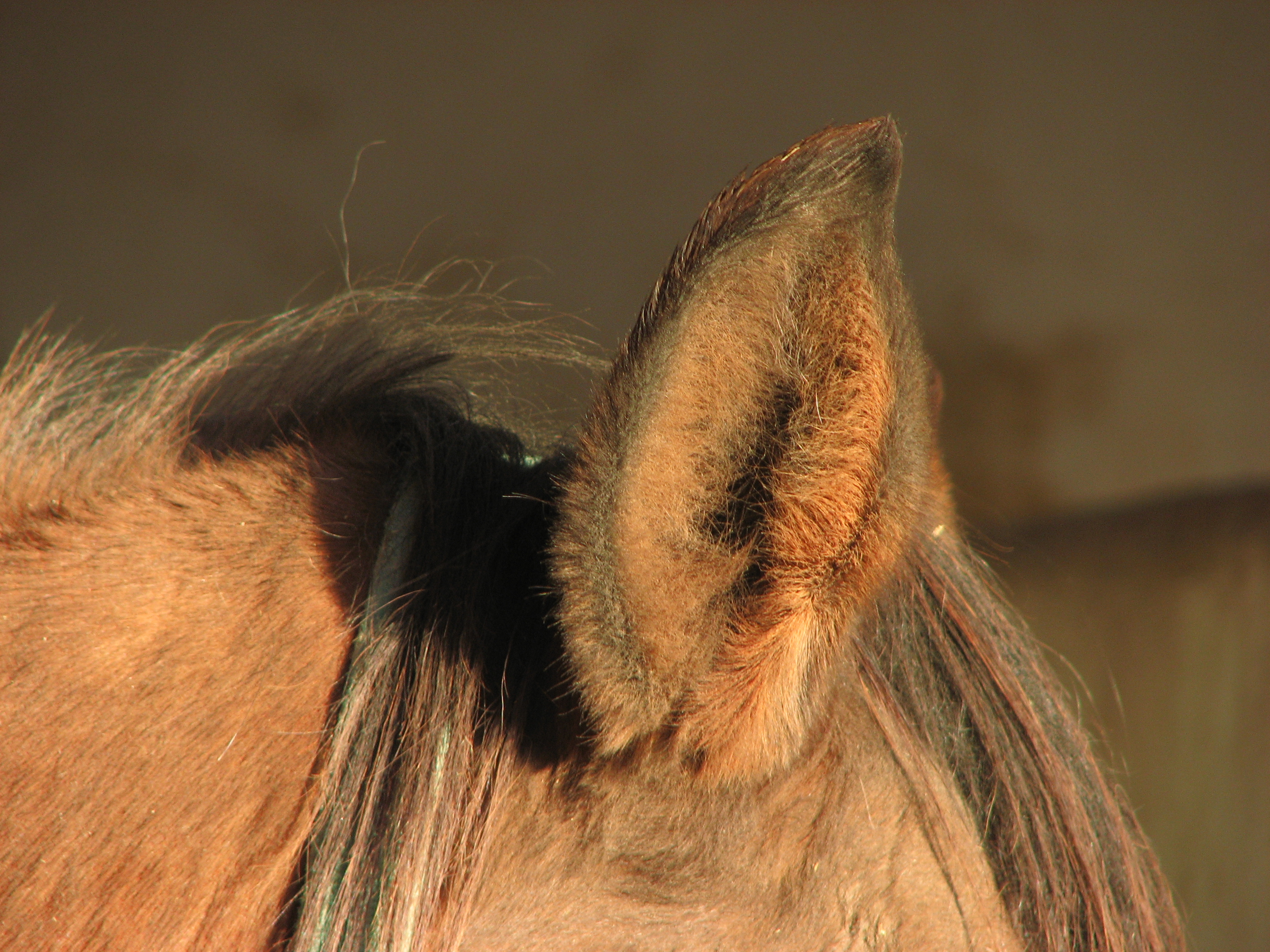
Genom att röra på öronen kan hästarna filtrera varifrån ljud kommer och höra dem bättre

Hästens hörsel är betydligt bättre än människans och även om hästen inte förstår ord för ord, så är hästarna väldigt känsliga för tonfall och röstlägen och kan därför uppfatta om människan är arg, ledsen eller glad, likaså om hästen får beröm eller inte. Dock kan hästen, ungefär som hundar lära sig skillnaden mellan olika kommandon som ja, nej, halt, eller till och med vilken gångart man vill att de ska gå i. Hästarna hör även saker på väldigt långt håll och hinner oftast reagera väldigt snabbt på dessa.
Hästar har även ett större omfång av ljud och kan utskilja riktigt höga eller låga toner som vi människor inte hör. Människan hör ljud med en frekvens på högst 20 000 svängningar per sekund medan hästarna kan höra upp till 25 000. Hästarna kan även lokalisera ljuden bättre och höra varifrån de kommer. Bland annat har hästarna till hjälp att de kan vrida sina öron åt det håll ljudet kommer ifrån för att på så sätt fånga upp ljudet bättre. Öronen styrs av sexton muskler och kan vridas 180 grader. Därför har hästen ett uppfång på 360 grader runt kroppen. Hästen kan även stänga ute ljud genom att lägga öronen platt bakåt mot nacken. Precis som hos människan och många andra djur så avtar hörseln något när de blir äldre.

## Lukt

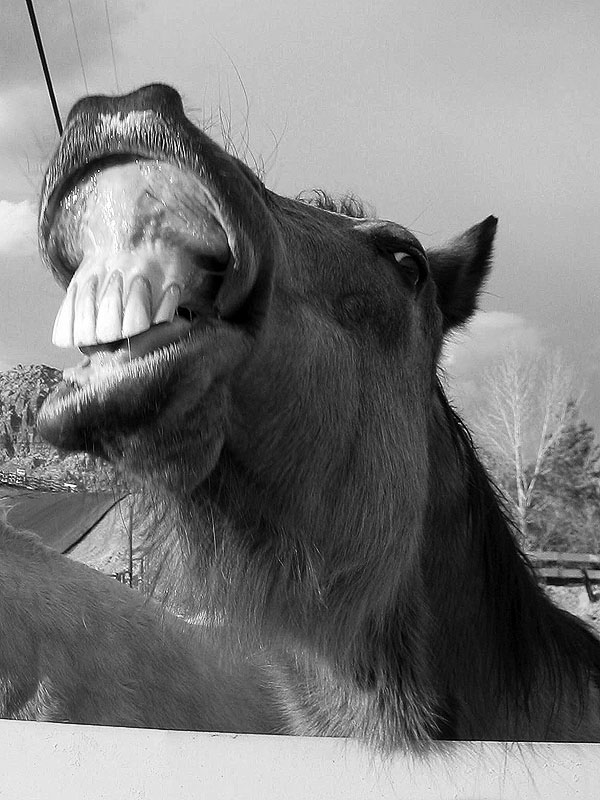
När hästen flemar förbättrar den sitt luktsinne.

Hästens luktsinne är även det mer utvecklat än hos människan och används både för att känna vittring av fara och för att ta reda på information. Att vädra i luften ger hästar ungefär samma information som vi får genom att titta eller lyssna på något. Hästarna använder även luktsinnet för att upptäcka om deras mat är bra eller dålig. Hästar äter till exempel i regel inte giftiga växter eller möglig mat. Dock kan en del giftiga växter ha en kemisk uppbyggnad som gör att de verkar oemotståndliga hos hästar. 
Luktsinnet är det sinne som hästen har mest användning av som flyktdjur då de kan känna doften av vilda djur eller fara långt innan de ser dem. Därför blir en del hästar även extra flyktbenägna eller nervösa när det blåser eftersom de då inte kan känna vittring på samma sätt. 
Hästar luktar alltid på varandra när de träffas för första gången, likadant om de träffar en ny människa eller ett annat djur som inte utgör någon fara för hästen. Genom att lukta på varandra får de information om den andra hästens status, personlighet och även humör. En häst som skiljts från sin flock kan även spåra dessa genom att känna deras lukt i gräset eller genom spillning. Hästarnas sinne är så väl utvecklat att de kan avgöra vilken häst som har lagt vilken hög med spillning. 
Hästar kan även förbättra luktsinnet ytterligare genom att sträcka överläppen uppåt och utåt, så kallat flema. Detta gör de bland annat för att förstärka doftintrycket om de känner en doft som de aldrig känt förut eller om något luktar väldigt intressant.

## Smak

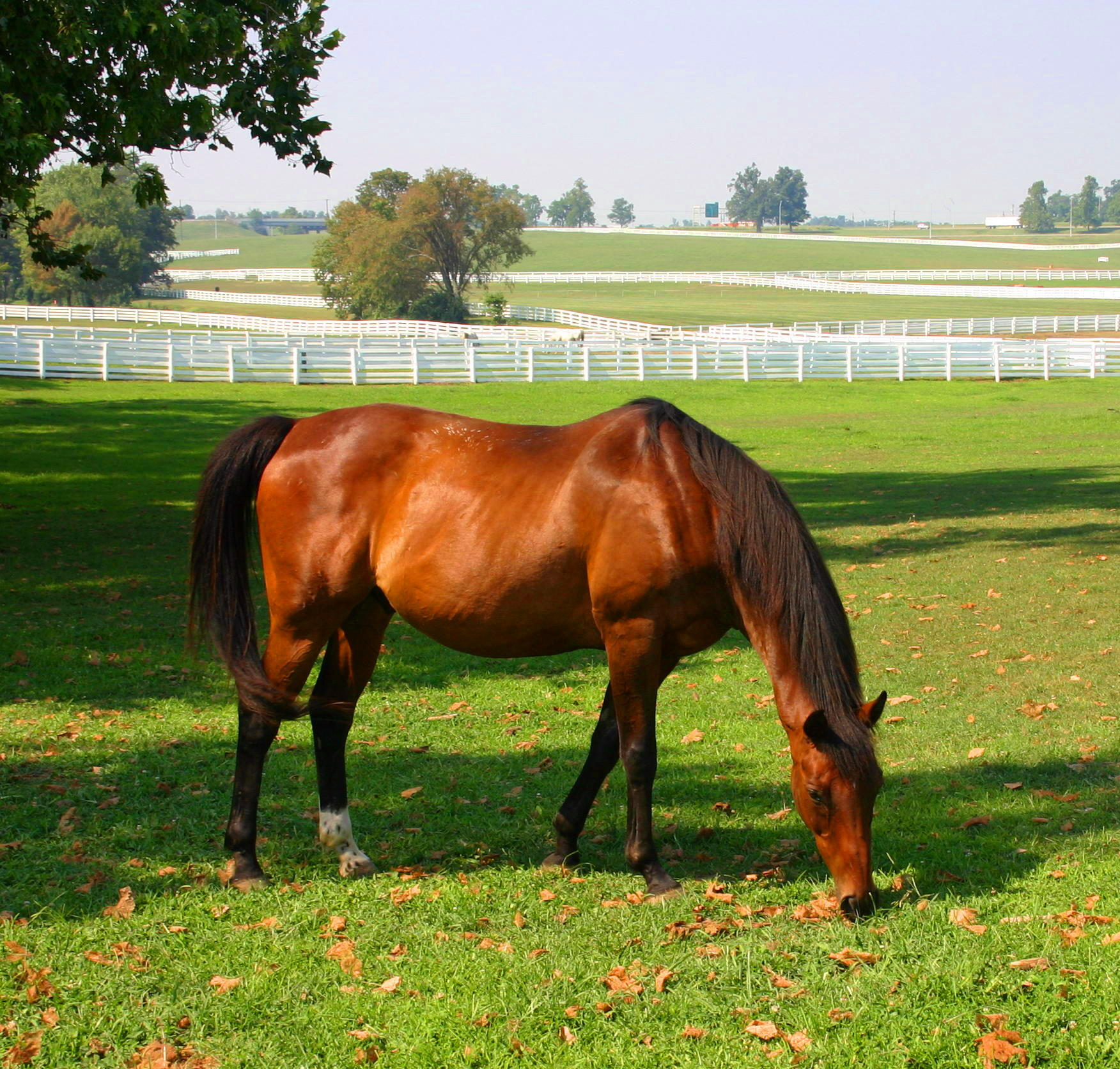
Hästar kan känna stora smakskillnader i gräset, även inom samma hage.

Smaksinnet är också mycket välutvecklat hos hästen och precis som hos människan hänger smaksinnet ihop med luktsinnet. Hästen kan känna fyra olika smaker, sött , salt, beskt och surt. Smaksinnet används även det till att sålla ut fodret. Hästar vägrar i regel att äta hö eller annat foder om detta är mögligt eller på annat sätt dåligt. Ibland kan man se fläckar av obetat och högt gräs i hästens hage och det betyder oftast att just det gräset inte smakar bra. Hästar föredrar oftast färskt gräs som är sötare och innehåller mer protein. Smaksinnet är så väl utvecklat att de kan känna skillnaden mellan vatten hemma i stallet och vatten på t.ex. en tävlingsplats.
Hästar är precis som många andra djur och människor oftast mer förtjusta i söta smaker som socker och söta äpplen. Bland annat gör man en del foder som betfor och melass av restprodukter från sockerbetor och kan användas om hästen inte vill äta ordentligt. Men hästar kan även få försmak för beska smaker och salt är livsnödvändigt för hästar som alltid ska ha tillgång till salt i boxen och hagen. Hästar kan ibland slicka på en människas händer för att komma åt saltet i huden. Men hästar undviker gärna sura smaker.

## Känsel

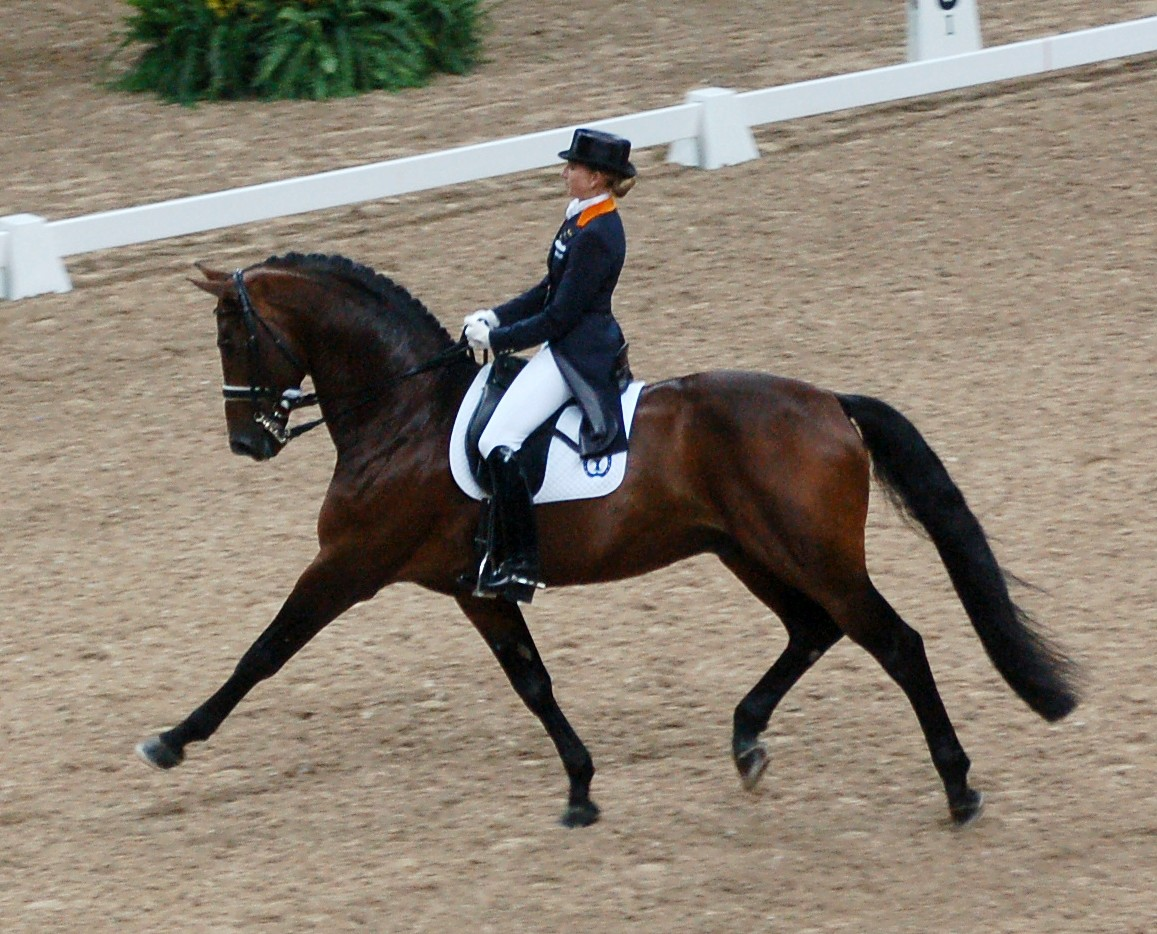
Ryttare utnyttjar hästens känsel när de rider och en känslig häst är mer lättriden.

Ibland när man ser hästar slåss så både sparkar de och biter ganska hårt, vilket gör att man ibland tror att hästens känsel inte är så utvecklad som hos andra djur eller hos oss människor. Men faktum är att hästarna har en väldigt känslig hud och kan känna när små insekter eller flugor sätter sig på dem, redan innan de biter. Hästens hud har små, små muskler som den kan dra ihop, därför kan det rycka till i hästens hud ibland. Detta gör de bland annat för att jaga bort flugor. Vissa delar av hästen har även tunnare hud där de även är känsligare, bland annat i ansiktet, på benen och på magen. Manken är mycket känslig och det är oftast här som hästar kliar varandra och genom att klia eller gnugga manken kan man även lugna en stirrig häst. Det sägs att endorfiner frigörs i kroppen hos hästen om de klias på manken eller i mankammen.   

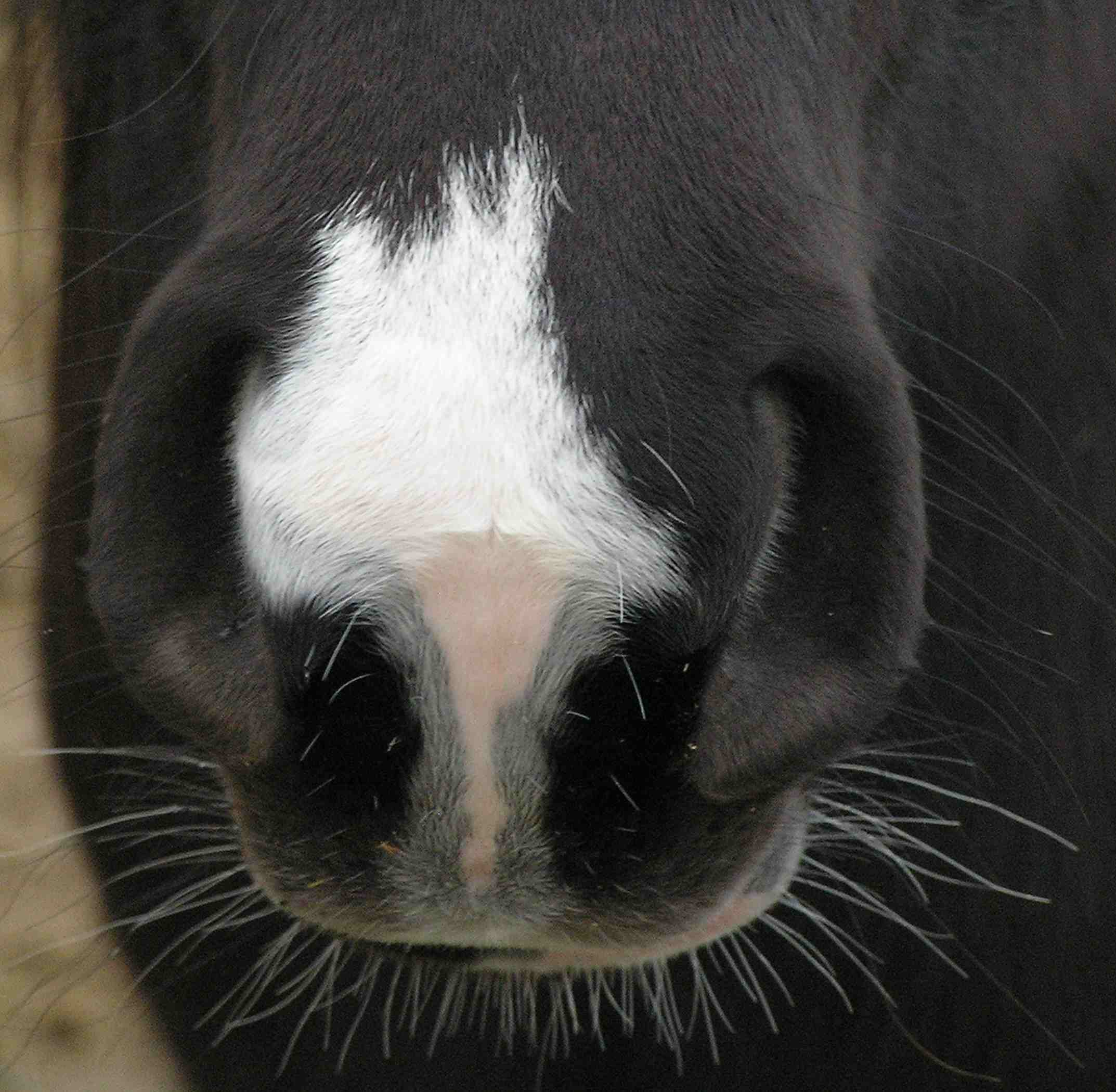
Känselhåren runt hästens mule är väldigt viktiga känselorgan hos hästarna.

Hästar använder oftast munnen, manken och hovarna för att känna men de har även känselhår runt mulen och ögonen. En del väljer att klippa eller raka bort dessa, vilket är vanligt inom utställningsvärlden, men dessa känselhår fyller en viktig funktion för hästen och används ungefär som morrhåren på en katt. Hästar använder känselhåren för att känna sig fram. De talar om för hästen vad som finns nära ansiktet, eftersom hästarna inte kan se gräset de äter när de betar. Hästen kan även använda känselhåren i kombination med lukt och smak för att rensa ut sin mat, t.ex. om smuts eller främmande objekt hamnat i deras foder, eller för att ta ut det godaste först. Detta gör de då med överläppen som även den är mycket känslig, och används ungefär som en elefants snabel. Forskare tror även att tryck mot överläppen frigör endorfiner, precis som i manken, som lugnar hästen. Därför används ibland en brems (ett verktyg med ett snöre som snurras på hästens mule), när t.ex. hästen ska få tänderna raspade, då detta lugnar ner skärrade eller otåliga hästar. 
Hästens känsel är det vi människor utnyttjar mest när vi rider. Bland annat utnyttjar vi känsel när vi använder våra hjälper som skänklarna eller när vi skiftar vår vikt och använder oss av vikthjälperna. Hästar kan även känna små, små kramningar på tyglarna av ryttarens händer. Då hästens mun är mycket känslig kan man även skada hästen genom att dra för hårt i tyglarna. Hästar som ibland utsätts för mycket kraftiga hjälper, t.ex. om de rids av obalanserade ryttare eller ryttare som har hårda skänklar och händer, kan ibland tappa känseln för just dessa hjälper. För att förfina hjälperna kan ryttarna ta hjälp av sporrar och spön för att förfina sina egna ben eller händer.

## Instinkter och speciella egenskaper
Hästens starka sinnen beror bland annat på deras starka instinkter som kommer från tiden som förhistoriska vildhästar. Med hjälp av sinnena har hästarna kunnat fly från fiender och kunnat överleva, även i ogästvänliga klimat. Men hästarna tar även hjälp av sina instinkter som tamhästar. 
Många hästar har bland annat starka instinkter för att hitta hem. Om en häst rymmer eller kastar av sin ryttare så springer de oftast hem. Likaså om de känner av någon fara, så vill de oftast vända hemåt. Forskarna tror att detta hänger ihop med hästens luktsinne, eftersom hästarna verkar ha lättare att hitta hem om det är vindstilla eller om vinden blåser från stallet och mot dem. Hästar är även vanedjur och kan eventuellt även hitta hem med hjälp av de vägar man brukar rida dem på.  
Att hästen är ett vanedjur märks även då många hästar oftast blir otåliga om man väntar med att ta ut dem i hagen en dag eller om man är försenad med kvällsmaten. Hästen har dock inget begrepp om tid utan går på vana. Hästar kan till exempel lära sig att höra skillnad på ryttarens eller ägarens fotsteg och hur de låter när det är dags att fodra. Men hästar som har tillräckligt med bete i hagen, eller tillgång till hö i hagen är inte lika benägna att bry sig om ifall det är dags att komma in. 